# Ланкашир
Ланкашир (англ. Lancashire, МФА: [ˈlæŋ.kə.ʃər]) — графство на північному заході Англії
Площа — 3 040 км² (4 800 км² в 1951).
Міста: Престон (адміністративний центр), що входить до Нового міста Центрального Ланкашира разом з Фулвудом, Бамбером, Бриджем, Лейлендом і Чорлі; Ланкастер, Акрінгтон, Блекберн, Бернлі.
Порти: Блекпул, Моркемб і Саутпорт.
Географія: річка Ріббл, Пенніни, Пендл Хілл.
Виробництво: раніше[коли?] був центром світової бавовнопереробної промисловості, зараз розвинені кольорова металургія, аерокосмічні технології, електронна суднобудівна, текстильна, машинобудівна, військова, хімічна, паперова, харчова, шовкова галузі промисловості. Ведеться видобуток кам'яного вугілля.
Населення — 1 365 100 осіб (1991; 5 116 000 осіб в 1951).
Відомі люди: Грейсі Філдс, Джордж Формбі, Рекс Гаррісон.